# Cliff Richard
Sir Cliff Richard (született: Harry Rodger Webb, Lakhnau, 1940. október 14.–) angol énekes, színész és üzletember.
Háttérzenekarával, a The Shadows-zal, Cliff Richard a brit zenei élet meghatározó tagja volt az 1950-es évek végétől a '60-as évek elejéig, amikor is a The Beatles először felkerült a slágerlistákra. Keresztény hite és zenéjének későbbi finomsága miatt több mint egy pop és rock arculatú művész. Bár sohasem volt képes ugyanazt a sikert elérni az Amerikai Egyesült Államokban, mint Nagy-Britanniában – számos slágerlistás dala ellenére -, népszerű zenés, filmes és televíziós személyiség maradt Nagy-Britanniában és más országokban is.
Csaknem ötven éve aktív, több slágerlistás kislemeze van és tartja a rekordját (Elvis Presley-vel együtt), mint egyetlen angol énekes, aki a kislemezeit az aktív évtizedei alatt készítette (1950-től 2000-ig). A weboldala szerint több mint 250 millió lemezt adott el.
Több mint 120 kislemeze, nagylemeze és középlemeze van az első 20 helyezett között a brit slágerlistákon. Több, mint bármelyik másik művésznek.

## Életrajz

### Családi háttere, tanulmányai
Cliff Richard 1940. október 14-én született Indiában, Lakhnauban. Ükapja, Thomas Benjamin Webb Angliában élt, ő vezette a családot Indiába 1877-ben. Édesapja: Rodger Oscar (foglalkozása steward), édesanyja: Dorothy Marie Webb (született Dazely néven). 1940 november 2-án keresztelték meg az indiai Dehradunban. Mindkét szülője indiai vagy anglo-indiai keverék. A család egy évvel később Kalcuttába költözött. 1947-ben India független állam lett, ekkor költöztek Nagy-Britanniába. A Webb-család az indiai viszonylagos jólétből szerényebb körülmények közé került Angliában. 3 évig nem volt saját otthonuk, rokonoknál laktak. 1951-ben kiutaltak számukra egy szociális lakást Cheshuntban.
Édesanyja másfél évvel Harry születése után, 1942. június 10-én adott életet második kisfiának, akit Frederick William néven anyakönyveztek. Sajnos, a kisfiú nem sokkal később meghalt. Később született meg a húga, Joan. Anyja Bob Ferrier: The Wonderful World of Cliff Richard című könyvében nyilatkozta a fiáról: „Sohasem találtam benne hibát, sohasem hazudott nekem, sosem sértett meg másokat, ahogy most sem teszi.”
Cliff Richard 1945 szeptemberében kezdte el tanulmányait a St Thomas’ Church Schoolban Howrah-ban, a Church Roadon. Már korábban tanulta a hindi nyelvet, melyen édesapja folyékonyan beszélt, és az iskolában bengáli nyelven is tanult.
1952 szeptemberében ment a Cheshunt County Secondary Schoolba, ahová 800 tanulót vettek fel. A Hertfordshire csapatában focizott, benne volt az iskolai rögbicsapatban, megdöntötte a gerelyhajítás rekordját, futott és jéghokizott.
Jay Norris, a fiatal angol- és dráma tanár, aki Cliffel egy időben került az iskolába, volt az első, aki bátorította őt arra, hogy menjen fel a színpadra és énekeljen. Barátságuk töretlen maradt a mai napig.
1954. április 12-én megjelent New Yorkban Bill Haley dala, a Rock Around the Clock. Haley lemeze megbabonázta az angol tinédzsereket. A rock and roll, pimasz amerikai ragyogásával azt a jövőt mutatta nekik, amit el szerettek volna érni.
Volt egy másik pillanat, ami nagyon meghatározó volt. Ez 1956 májusában történt, amikor Cliff, az utcán sétálva, meghallotta a Heartbreak Hotel című dalt, egy amerikai énekes, Elvis Presley előadásában. Nem hallott még addig senkit sem így énekelni. „Amikor meghallottam Elvist, a következő lépés az volt, hogy megpróbálom én is ezt csinálni.” – nyilatkozta később.

### 1958-1963 Siker és sztárság

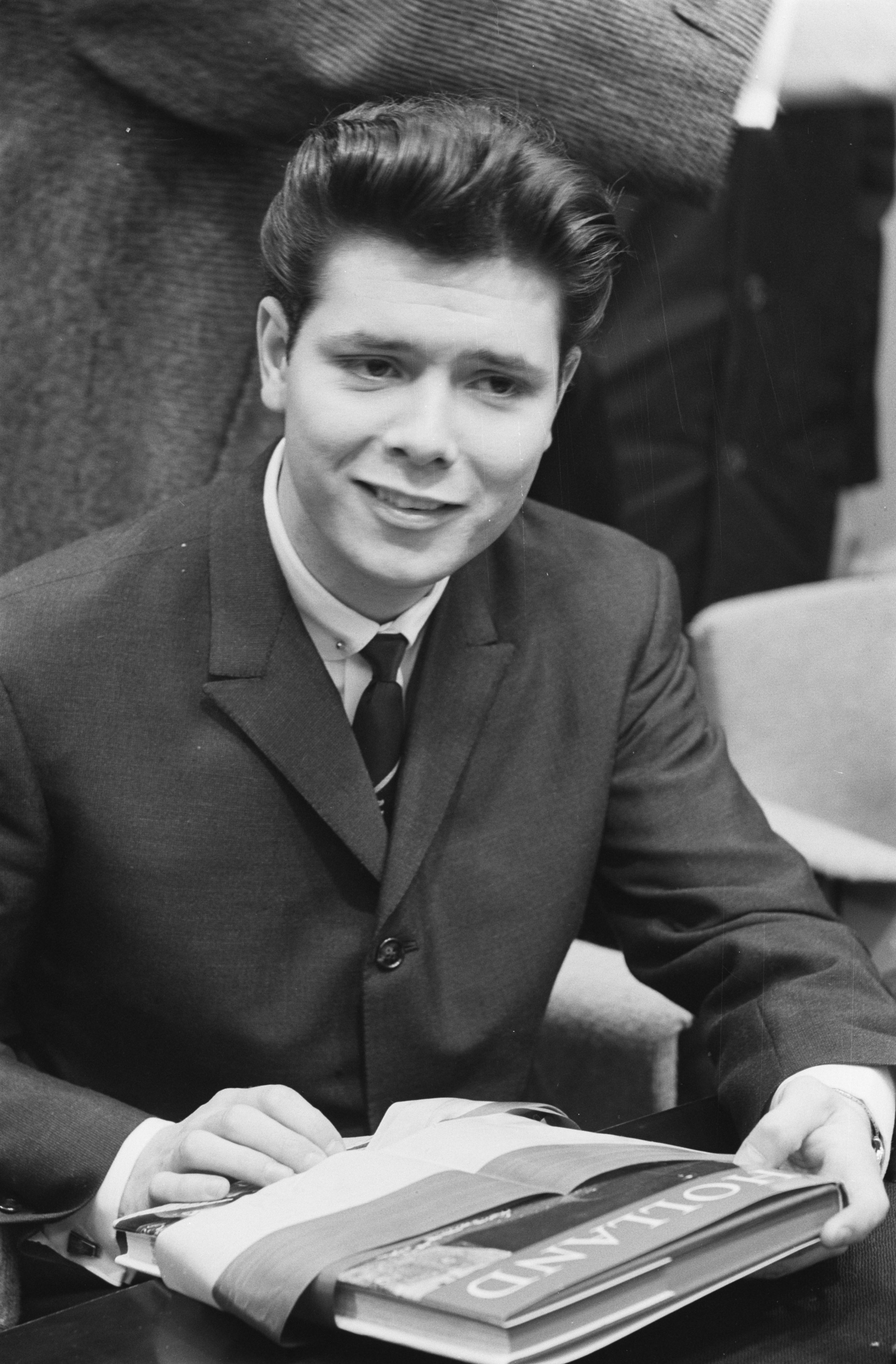
Cliff Richard egy sajtótájékoztatón 1962-ben

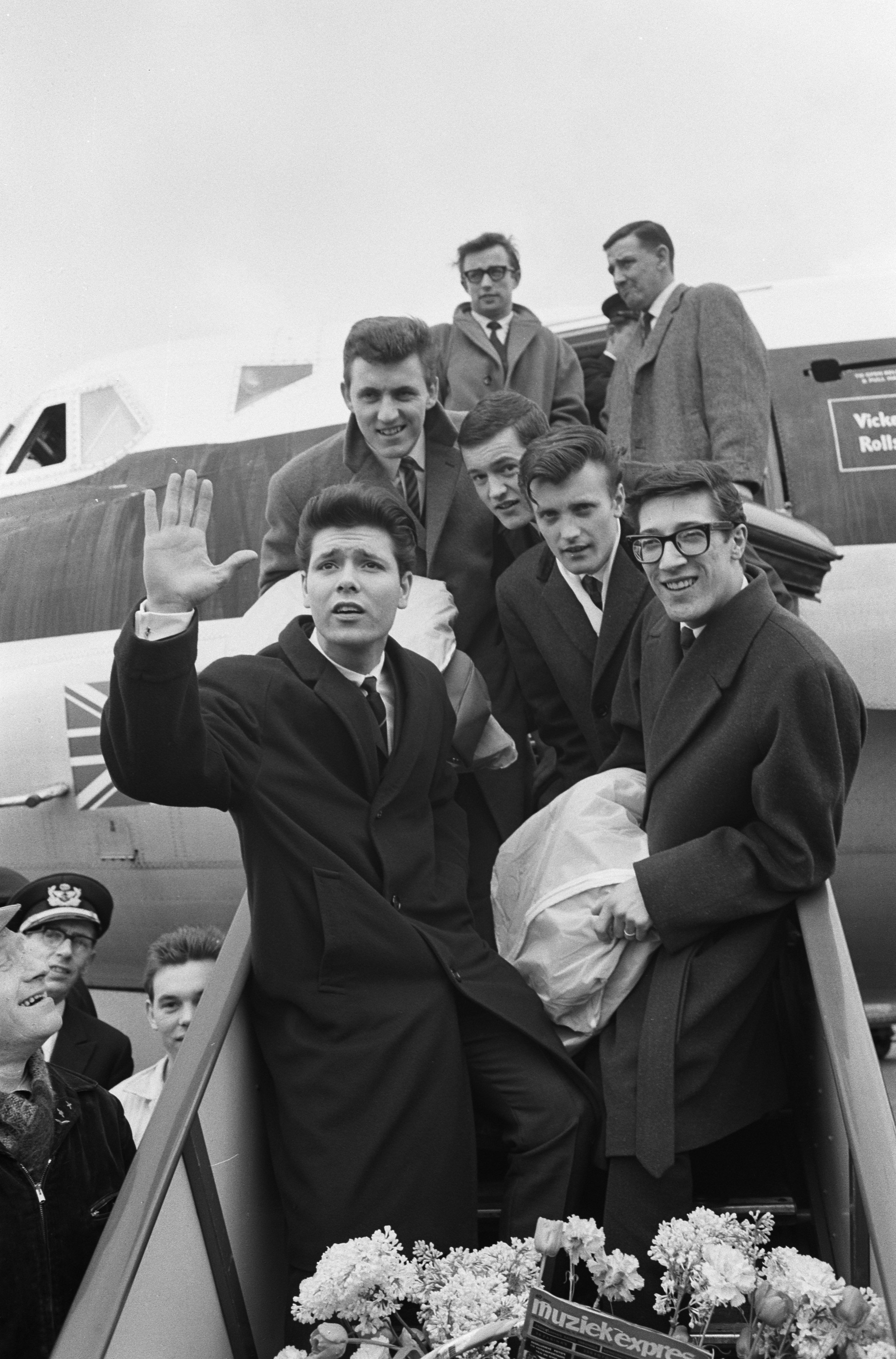
Cliff Richard és a The Shadows 1962-ben

Harry Webb kezdetben egy ismeretlen gitáros csoport tagja volt, ezután vezető énekese lett a Drifters pop and roll csapatnak (nem összetévesztendő az ugyanilyen nevű amerikai zenekarral). Mielőtt az első nagy slágerük megjelent volna, 1958-ban Ripley-ben a Regall Ballroom-ban elhatározták, hogy felveszik a „Cliff Richard és a Drifters” nevet. A zenekar négy tagja: Harry Webb, Ian „Sammy” Samwell (gitáros), Terry Smart (dobos), Norman Mitham (gitáros). Cliff Richardon kívül egyikük sem játszott a későbbi és jól ismert The Shadows-ban, bár némelyikük írt Richard számára dalokat a későbbiek folyamán.
1958 nyarán, a zenekart maga mögött hagyva, Richard egyedül írt alá szerződést az EMI Columbia lemezkiadóval. Az EMI-nál maradt egészen 2004-ig, amikor is a Deccához szerződött. Richard első kislemezét 1958. július 24-én rögzítették a Marvin/Welch előtti Drifters-zel. Norrie Paramor producer kevésbé hitt a zenekarban, ezért szerződtetett két tapasztalt session-zenészt: Ernie Sheart és Frank Clarke-ot, mint vezető gitárost és basszusgitárost.
Debütálásként, Norrie Paramor lehetőséget adott Richardnak arra, hogy kiadja Schoolboy Crush című dalt, Bobby Helms amerikai lemeze után. Megengedték neki, hogy a B-oldalon saját szerzeményét, a Move It-et adja ki, amelyet Samwell írt a Drifters-ből (a 715-ös buszon írta, útban Cliff háza és a próbaterem között).
Több verzió is van arról, hogy ez dal miért került át az B-oldalról a A-oldalra. Az egyik az, hogy Norrie Paramor ifjabbik lánya rajongva beszélt a B-oldalról és nem az A-ról. A másik lehetséges ok, hogy a befolyásos TV producer, Jack Good, aki művészeket hívott meg az Oh Boy! című Tv Show-jába, egyetlen dalt akart csak és ez a Move It volt.
Bárhogy is történt, a kislemez kijött és felkerült az angol slágerlista 2. helyére. Roy Carr és Tony Tyler zenekritikusok később azt írták, ez volt az első, eredeti brit rock klasszikus (ezt követte a Johnny Kidd és a Pirates által írt Shakin’ All Over). John Lennon is azt nyilatkozta egyszer, hogy a Move It volt az első angol rocklemez.
Az első időkben Cliff Richardot úgy jegyezték, mint az angol Elvis Presleyt. Így nevezte a korábbi brit rocker, Marty Wilde is; Richard átvette a Presley-féle ruhákat és a jellegzetes hajviseletet. Előadásában alkalmazta a rock-attitűdöt, mosolygott, egyenesen a közönségre, vagy a kamerába nézett éneklés közben. 1958 végén, 1959 elején a következő kislemezei jelentek meg: High Class Baby, Lionel Bart Living Doll (dal) és a Mean Streak, ami meghozta számára a igazi szenvedélyes rocker-érzést. A Living Doll (dal) volt az, amit a Drifters segítségével vitt lemezre. Ekkorra az együttes arculata megváltozott, Jet Harris, Tony Meehan, Hank Marvin és Bruce Welch érkezésével. A csapat hálás lehet a The Shadows névért, amit az amerikai Driftersnek köszönhet, egy jogi huzavona miatt.
A The Shadows nem volt tipikus háttérzenekar. Szerződés szerint elkülönültek Cliff Richardtól és a csapat nem kapna semmilyen szerzői jogdíjat azokért a lemezekért, amiket közösen készítettek. 1959-ben a The Shadows (ekkor még Drifters néven), önállóan írt alá szerződést az EMIvel, Clifftől függetlenül. Ebben az évben három kislemezt adtak ki, ebből két lemez duplalemez volt (vokál) és egy pedig instrumentális lemez volt. 1960-ban rögzítették és adták ki az Apache című számot, ami a brit instrumentális zene születése volt. Angliában három gitár+dob felállásukkal ők voltak az előfutárai a klasszikus beategyütteseknek, és az ő érdemük az is, hogy nagyban hozzájárultak a rockzene angolszász országokon kívüli elterjedéséhez. Ettől kezdve a The Shadows-nak számos saját slágere született, beleértve öt, az Egyesült Királyságban első helyen végzett dalt. A csapat továbbra is közösen lépett fel és rögzített lemezt Richarddal és több sikeres dalát írták meg.
Richard 5. kislemeze, a Living Doll (dal) változást idézett elő: puhább, még nyugodtabb lett a zenéje. Későbbi sikerei: Travellin’ Light, az I Love You és az A Voice in The Wilderness és a Theme for a Dream megerősítette őt abban, hogy bekerüljön a pop előadók fő áramlatába (beleértve más előadókat, mint például Adam Faith és Billy Fury). Egészen a 60-as évek elejéig a dalai a slágerlistákon az első öt helyezett között voltak.
A koncerteken jellemzően a műsor első felét a The Shadows zárta, az első 30 percben csak ők játszottak és a második részben Cliff Richard előadása 45 percre volt korlátozva. Tony Meehan és Jet Harris 1961-1962-ben elhagyta az együttest, és később sikert arattak a slágerlistákon. A The Shadows-hoz csatlakozott néhány basszusgitáros és Brian Bennett dobos is.
Az első időben Richard néha a Shadows nélkül rögzített lemezt – főleg, miután a Beatles előretört -, további sikereket ért el, bár a Shadows nélkül, de zenekarral: ez volt az It’s All in The Game újjászületése és a Constantly című dal megjelenése. Ez a periódus, Billy Sherrill vezetésével Nashville-ben két újabb sikert eredményezett: a The Minute You’re Gone és a Wind Me Up-ot 1965-ben.
Cliff Richard és a The Shadows nem tudta ugyanazt a sikert elérni az Amerikai Egyesült Államokban, mint Angliában. 1960-ban turnéztak Amerikában és elég jól fogadták őket. Bár segítség nélkül költségesnek bizonyult az ottani lemezkiadás és az esély elúszott. A zenekar szerepelt az Ed Sullivan Show-ban, de ez a fellépés nem igazán segítette Cliffet és a Shadows-t. Végeredményben, Cliff ismeretlen maradt Amerikában. Bár Angliában ők voltak a kulcs ahhoz hogy felhívják az EMI figyelmét a rock and roll fontosságára és erősségére. Az ő népszerűségüknek volt köszönhető, hogy a Parlophone kiadó egy „új Cliff és a Shadows”-zal, a Beatles-szel írt alá lemezszerződést.
Több filmben tűntek fel, elsősorban a The Young Ones című filmben (a címadó dal a legnagyobb siker lett a Mistletoe and Wine-ig), a Summer Holiday-ben (amelyben egy karcsú Cliff Richard csillogtatta a tánctudását), a Wonderful Life-ban és a Finders Keepers-ben. Ezek a filmek új műfajt teremtettek, a „Cliff Richard-musical” műfaját és Cliff lett a No.1. az angliai mozipénztárakban 1962-63-ban. A szemtelen 1980-as TV-komédia a The Young Ones néven szerepelt és végül is referenciául szolgált az énekes számára.

### 1964-1975 Változó körülmények

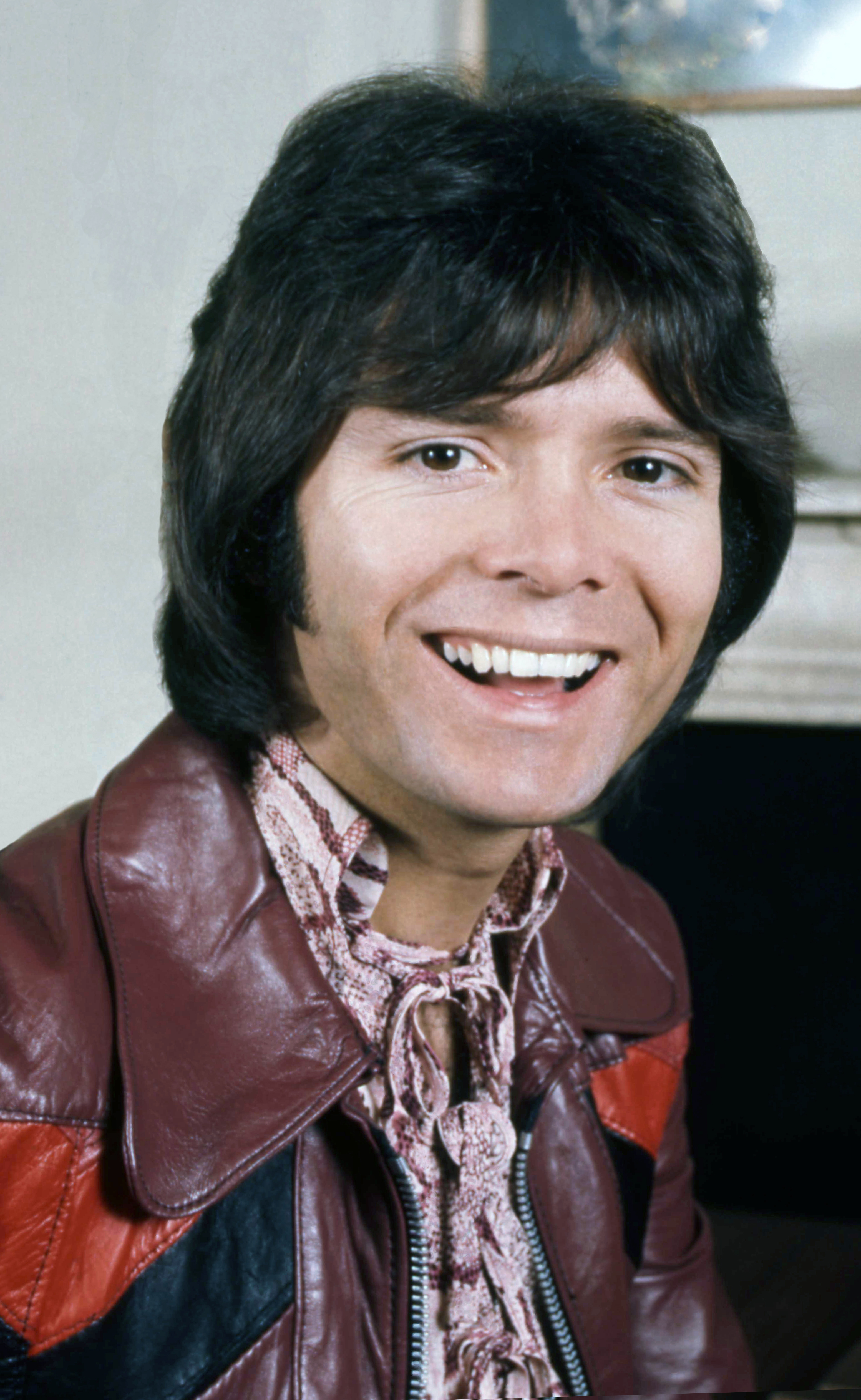
Allan Warren portréja Cliff Richardról

Ahogy más angliai rocksztárra, Richard karrierjére is hatással volt a Beatles hirtelen megjelenése és a The Mersey Sound (zenei magazin) megjelenése 1963-1964-ben. Bár az ő népszerűsége elég erős volt ahhoz, hogy a viharos időket túlélje és további sikereket érjen el a slágerlistákon, már nem ugyanazon a szinten, mint korábban. Nem nyílt meg számára az amerikai piac, nem tartották a Brit Invázió tagjának, annak ellenére, hogy négy száma bekerült a 100-as slágerlistára (beleértve a legjobb 25 közé került It’s All In The Game-et). 1963 és 1964 augusztusa között az amerikai közönség keveset foglalkozott vele.
Másik fontos aspektusa Cliff Richard életének a keresztény hitre való áttérése volt 1964-ben. Nyilvánosan hirdette keresztény hitét és ez több irányban befolyásolta karrierjét. Először úgy gondolta, abbahagyja a rock and rollt, úgy érezte, hogy nem tud többé az a rocker lenni, akit durva exhibicionistának neveztek és túl szexinek ahhoz, hogy a televízióban szerepeljen. Úgy gondolták, hogy veszélyt jelent a leánygyermekekre nézve. Bár az imidzse szelídebb lett a filmszerepeinek köszönhetően és a rádiós és tévés nyilatkozatai is megfelelőek voltak, Richard teljesen meg akarta változtatni az életét, inkább tanár szeretett volna lenni, de keresztény barátai azt tanácsolták neki, hogy ne adja fel a karrierjét csak azért, mert keresztény lett. Később újra feltűnt egy keresztény együttessel és készítettek néhány vallásos anyagot. Világi dalokat rögzített a The Shadows-zal, de közben sok időt töltött keresztény munkával (például fellépett Billy Grahammel is). Ahogy múlt az idő, egyensúlyozott a hite és az énekesi munkája között. Vezető személyisége volt a Nationwide Festival Of Lightnak 1971-ben, az ellen protestált, hogy a médiában és a művészetekben egyre több az erőszak és a szex és azt hirdette, hogy Krisztus tanítása a kulcs a nemzet morális stabilitásához.
1967-ben elkészítette nyolcadik filmjét, 'Two of a penny' címmel, amelyben egy fiatal fiút alakított, aki kábítószer-terjesztő lett.
Cliff Richard képviselte az Egyesült Királyságot az 1968-as Eurovíziós Dalversenyen, ahol elénekelte a Congratulations című dalt, amit Bill Martin és Phil Coulter szerzett. A dal csupán egyetlenegy ponttal maradt le a győztes spanyol La La La című daltól. John Kennedy O’Connor, Az Eurovíziós Dalfesztivál – a hivatalos történet című könyve szerint, ez volt az eddigi legszorosabb verseny a Dalfesztivál történetében. Cliff a szavazás ideje alatt bezárta magát a mellékhelyiségbe, annyira ideges volt. A Congratulations című dal rettentő nagy siker lett Európában, 1968. április 1-én a lista élén állt. Az 1973-as Eurovíziós Dalversenyen Richard elénekelte a Power To All Our Friendet. A dal a harmadik helyen végzett a versenyen. Cliff ekkor váliumot szedett, hogy legyőzze a hatalmas feszültséget, menedzsere csaknem képtelen volt felébreszteni őt az előadásra.
Miután 1968-ban a The Shadows feloszlott, Cliff Richard az együttes nélkül készített lemezt. Már hozzászokott a The Shadows hiányához és kész volt többféle stílust kipróbálni. Bár sok régi rajongója sajnálta, hogy Cliff olyan dalt is írt, ami nem volt kifejezetten rock and roll-stílusú, többnyire hozzászoktatta magát ahhoz, hogy önállóan írjon rockosabb dalokat. Ez a sokoldalúság hosszabbította meg a karrierjét.
A '70-es évek elején olyan televíziós show-kban vett részt, mint például az It’s Cliff. Két rövidebb, abszurd humorú, zenés tévéfilmben is szerepelt, ez az 1971-es Getaway with Cliff és az 1972-es The Case. Műsoraiban gyakran feltűntek a The Shadows tagjai és plátói barátnője, a pályakezdő Olivia Newton-John. 1972 szeptemberében Cliff Richard az ex The Shadows tagjai és Olivia Newton-John közreműködésével három hetes távol-keleti körutat tartott Indonézia, Hong Kong, végül Japán érintésével. A tokiói és Hong Kongi koncertekről hangfelvétel is készült. Az előbbi Cliff Richard: Live!, az utóbbi Cliff Goes East címmel jelent meg hanglemezen. Cliff következő munkája a Take Me High című film volt, 1973-ban.

### 1976-1994 Visszatérés
Miután Amerikában jószerivel nem is ismerték a nevét, Elton John, aki nagy rajongója volt, megpróbálta a saját, tengerentúlon is megszerzett népszerűségével Richard útját egyengetni. 1976-ban jelent meg az I'm Nearly Famous, önironikus címet viselő albuma, amelynek terjesztését Elton John saját cége vállalta fel. Ennek eredménye, hogy az arról kislemez formájában is megjelent Devil Woman az amerikai slágerlistára került – 49 brit aranylemez után. A Miss You Nights érzelmes dallama szintén népszerű lett. Ez persze nem volt igazi áttörés.
Közben Cliff Richard gospel-albumok kiadását folytatta, párhuzamosan a pop és rock albumokkal. Mint például az 1978-as Small Corners című lemezt, amit a Yes He Lives című kislemez követett. Az 1976-os visszatérése ellenére, a kislemez megbukott a slágerlistán Angliában.
1980-ban hivatalosan is megváltoztatta a nevét Harry Webbről Cliff Richardra.
1979-ben Alan Tarney producerrel állt össze és megírta a
We Don’t Talk Anymore (kislemez) című dalt. A szám annyira sikeres lett, hogy az első helyen végzett Angliában és hetedik lett az Amerikai Egyesült Államokban. Ennek a lemeznek köszönhetően ő lett az első művész, aki bekerült a Billboard Hot 100-ba a '80-as években és az azt megelőző 3 évtizedben is. A dal rögtön rákerült a Rock ’n’ Roll Juvenile című lemez végére. 10 év után ez volt az első alkalom, hogy Richard újra felkerült a slágerlista élére. A dal a valaha legjobban fogyó kislemeze lett. Végre hosszan tartó sikere volt az Amerikai Egyesült Államokban a Devil Woman után: a Dreaming szintén bekerült az első 10 dal közé. 1980-ban Olivia Newton-Johnnal közös duettje, a Suddenly Amerikában az első 20 szám közé került. 1980 áprilisban több más zenész, köztük Elton John és Tina Turner társaságában szerepelt Olivia Newton-John igen sikeres Hollywood Nights című tévéműsorában.
Az elkövetkező években tíz új albuma jelent meg, például az I’m No Hero, a Wired For Sound, a Now You See Me, Now You Don’t és a 25. évet a showbusiness-ben megkoronázandó album, a Silver.
1986-ban összeállt a The Young Ones nevű zenekarral és újra felvették a Living Doll (dal)t, amely rögtön az első helyre került a Comic Reliefen. A feldolgozás az első helyre került a slágerlistán.
Ugyanebben az évben a West Enden lépett fel a Time című musicalben. 1987-ben készült el az Always Guaranteed című lemeze, ami a legjobban eladott albuma lett. Két sikerdalt tartalmazott: a My Pretty One-t és a Some People-t.
1988-ban 47 állomásos angliai turnéra ment, ahol 200 000 db jegyet adtak el 72 órán belül, népszerűsége nagyobb volt, mint azelőtt. Ugyanebben az évben jelent meg a Private Collection című válogatáslemeze, amely összegzése az 1979 és 1988 közötti időszaknak.
A következő top tízes albumai: az 1989-es Stronger, az 1990-ben megjelent From a Distance és még egy lemez, amelyik az első helyen végzett: A The Album címet kapta 1993-ban. A következő néhány évben Richard arra koncentrált, hogy a Heathcliff című musicalt színpadra vigye. A musical dalai Songs from Heathcliff címmel jelentek meg CD lemezen. A produkciónak nagy sikere lett, de úgy tűnt, hogy megerősített státusza a slágerlistán áldozata lett ennek.
Az ezt követő években az alábbi művészekkel dolgozott együtt: Elton John, Mark Knopfler, Julian Lennon, Freddie Mercury, Stevie Wonder, Phil Everly, Janet Jackson, Sheila Walsh, és Van Morrison. Újra összeállt Olivia Newton-Johnnal. 1989-ben több teltházas koncertet adott a Wembley Stadionban, The Event címmel.
Eközben a Shadows átalakult (és újra feloszlott). Cliff nélkül készítettek lemezt, de 1978-ban, 1984-ben és '89-90 között újra összeálltak Richarddal. 2004. június 14-én Cliff csatlakozott a Shadows-hoz a londoni Palladiumban adott koncertjükön. A Shadows elhatározta, hogy még egy angliai koncertturnéra összeállnak és ez lesz az utolsó közös turné.

### 1995 – 2007 Sir Cliff
1995. október 25-én Cliff Richardot lovaggá ütötték. Ő volt az első rocksztár, aki megkapta ezt a megtisztelő címet. (Bob Geldof kilenc évvel korábban kapta meg a tiszteletbeli lovagi címet, de nem, mint brit állampolgár, és ő nem használhatta a „Sir” címet). Sir Paul McCartney-t két évvel később, 1997-ben ütötték lovaggá; Elton Johnt pedig 1998-ban.
1995 novemberében, 55 éves korában elkészült a weboldala, amit Randal Sheppard készített és hivatalos weboldallá nyilvánították 1999-ben.
1996. július 3-án, amikor egy teniszmérkőzést félbeszakított az eső Wimbledonban, a Court Centre-ben, Cliff, aki csak nézőként volt ott, felállt és mindenféle zenei kíséret nélkül 20 percig szórakoztatta rögtönzött műsorával a nézőket.
1999-ben vita alakult ki, ugyanis a rádióállomások megtagadták a lemezeinek lejátszását. Az EMI visszautasította egy kislemez kiadását, ezért Richard egy független lemezkiadóhoz, a Papillon Recordshoz ment és velük adta ki a Millennium Prayer című kislemezét, amelynek bevételét, 1 millió fontot, jótékony célokra fordított.
A kislemez az angol slágerlista élén 3 hétig állt, ez volt Richard tizennegyedik No. 1 slágere és a harmadik legnagyobb példányszámban eladott lemeze.
Következő albuma, a Wanted 2001-ben jelent meg, amit egy másik slágerlistás album, a Cliff at Christmas követett. (Ez is az első tíz közé került a listán). Az ünnepi lemez új és régi felvételeket is tartalmazott, köztük a Santa’s Listet, amely az ötödik lett a slágerlistán 2003-ban.
Sir Cliff Richard az 56. helyre került 2002-ben a 100 Greatest Briton listán, amelyet a BBC szponzorált és a közönség szavazott meg.
2004-ben Richard a Tennessee állambeli Nashville-be ment, a következő lemezének felvételei miatt. Ez volt a Something’s Goin’ On című album. Bár a kritikusok jól fogadták a lemezt, a lemezeladás nem volt túl sikeres. Mindazonáltal, ez egy újabb Top 10-es album lett, a 9. helyezést érte el a brit slágerlistán és 3 hétig fent is maradt.
Ezen kívül a nagylemez újabb három Top 15-ös kislemezt produkált: a Somethin’ Is Goin’ On-t, az I Cannot Give You My Love-ot, (Barry Gibbel a Bee Gees-ből) és a What Car című kislemezt.
A Channel 4 műsora, a The Ultimate Pop Star 2004-es adása szerint Richard több lemezt adott el Nagy-Britanniában, mint bármelyik más zenész, a Beatles-t is és Elvis Presley-t is megelőzve.
Richard résztulajdonosa lett a Manchesterben lévő Arora International Hotelnek, amely 2004 júniusában nyílt meg. Ebben az időszakban sok időt töltött barbadosi házában, amelyet kiadott a korábbi angol miniszterelnöknek, Tony Blairnek néhányszor.
2006-ban jelent meg Two's Company című duett-lemeze, amelyet a következő művészekkel készített: Brian May, Dionne Warwick, Anne Murray, Barry Gibb, Daniel O’Donnell, és néhány korábban rögzített duett-lemezt Phil Everly-vel, Elton Johnnal és Olivia Newton-Johnnal.
Richard édesanyja, Dorothy Webb előrehaladott Alzheimer-kórban szenvedett. Egy 2006. szeptemberi interjújában Cliff Richard a Daily Mailben a nehézségekről beszélt, amivel neki és nővérének kellett megküzdenie, miközben édesanyjukat ápolták. 2007. október 18-án a weboldalán ezt olvashattuk: „Szomorúan tudatjuk, hogy Cliff édesanyja, Dorothy, október 17-én elhunyt. 87 éves volt."
A következő válogatáslemeze 2007 november 17-én jelent meg, Love… The Album címmel. Mint a Two's Company című album, ez a lemez is tartalmazott korábbi és újonnan felvett anyagokat is, nevezetesen a Waiting For A Girl Like Yout, a When You Say Nothing At Allt, az All Out Of Love-ot, az If You’re Not The One-t, és a When I Need You-t. Legutóbbi dalt kislemez formájában is kiadták, és a 38. helyen végzett, a lemez pedig a 13. helyen. A koncepció megosztotta a rajongókat, akik siettették egy új anyag megjelenését. December 5-én, Richard szerepelt a Channel 4 műsorában, a The Paul O’Grady Show-ban, hogy a válogatásalbumot reklámozza és itt elismerte, hogy nem volt tisztességes ugyanazt az anyagot többször kiadni, de nyilvánvaló őszinteséggel mondta, hogy rajongói bármit megvennének tőle, ha „buták” lennének.

### A legradikálisabb sztár
Cliff Richard nyíltan panaszkodott a támogatás hiányáról, amit nem kapott meg a rádióktól és a lemezkiadóktól. Erről 2007 decemberében beszélt az ITV-n, az Alan Titchmarsh Show-ban. Cliff úgy gondolja, hogy míg az új együtteseknek szükségük van a reklámra, a régóta alkotó művészek mint ő is, ugyanúgy számítanának rá, hogy a rádióállomások lejátsszák a dalaikat. Megjegyezte, hogy az ún. '80-as évek rádiói játszották az ő lemezeit és ez valamilyen szinten segítette is a lemezeladást, fenntartotta média-jelenlétét. A BBC Radio 2 legújabb műsorában, a Cliff – Take Another Look-ban rámutatott, hogy sok dokumentarista, aki a brit zene történetéről ír, elmulasztja megemlíteni a nevét.
Cliff Richard hisz abban, hogy ő „a legradikálisabb sztár.”. Úgy gondolja, hogy az ő döntése az, amikor nem él a szex, drog és alkohol-imázzsal, amit szinte elvárnak a rocksztároktól és ez az igazán avantgard választás.

### 2008
Cliff Richard és Roger Daltrey, a The Who együttes énekese javaslatot adott be az Európai Bizottságnak. Azt szeretnék elérni, hogy a jelenlegi 50 évről 95 évre bővítsék ki az előadókat illető szerződési jogcímek időtartamát.
Cliff Richardék már régóta harcolnak ezért, de eddig a brit kormány mindig ellenállt. Ha elfogadják a javaslatot, a szerzői jogdíj két felé oszlana: az egyik felét, a fellépési és a felvételi jogdíjakat az énekesek, együttesek és technikusaik kapnák, a kiadási jogcím pedig a zeneszerzőé vagy a kiadóé lenne. A zeneszerzők és a kiadók pedig az előadó halála után még 70 évig kapnák a jogdíjat.
Ez a javaslat főleg a kevésbé ismert énekesek és a háttérzenészek helyzetén javítana, hiszen ők, nyugdíjas korukban már csak a szerzői jogdíjakra számíthatnak.

#### 2008-as turnéja
Cliff Richard 2008-as turnéja 50th Anniversary Time Machine Tour 2008 néven indult november 10-én. A koncertkörút első állomása a Wembley Arénában volt.

#### Jubileumi nagylemezek
- 2008. szeptember 15-én jelent meg az And They Said It Wouldn't Last (My 50 Years In Music) című 8 CD-ből álló box set az EMI kiadásában, amely Cliff Richard különböző korszakait idézi fel.
- 2008. november 3-án megjelent az EMI gondozásában a The 50th Anniversary Album, amely az énekes 1958 és 2008 között megjelent stúdiófelvételeit tartalmazza. Az Albumról a Thank You for a Lifetime kislemezként is megjelent 2008. szeptember 8-án.

### 2009
2009 áprilisában Cliff Richardnak 3 nagylemeze jelent meg: a Japan Tour '74 című koncertalbum, a Rare B-Sides 1963-1989 válogatásalbum és a Lost & Found (From The Archives) című válogatásalbum.

#### 2009-es turnéja

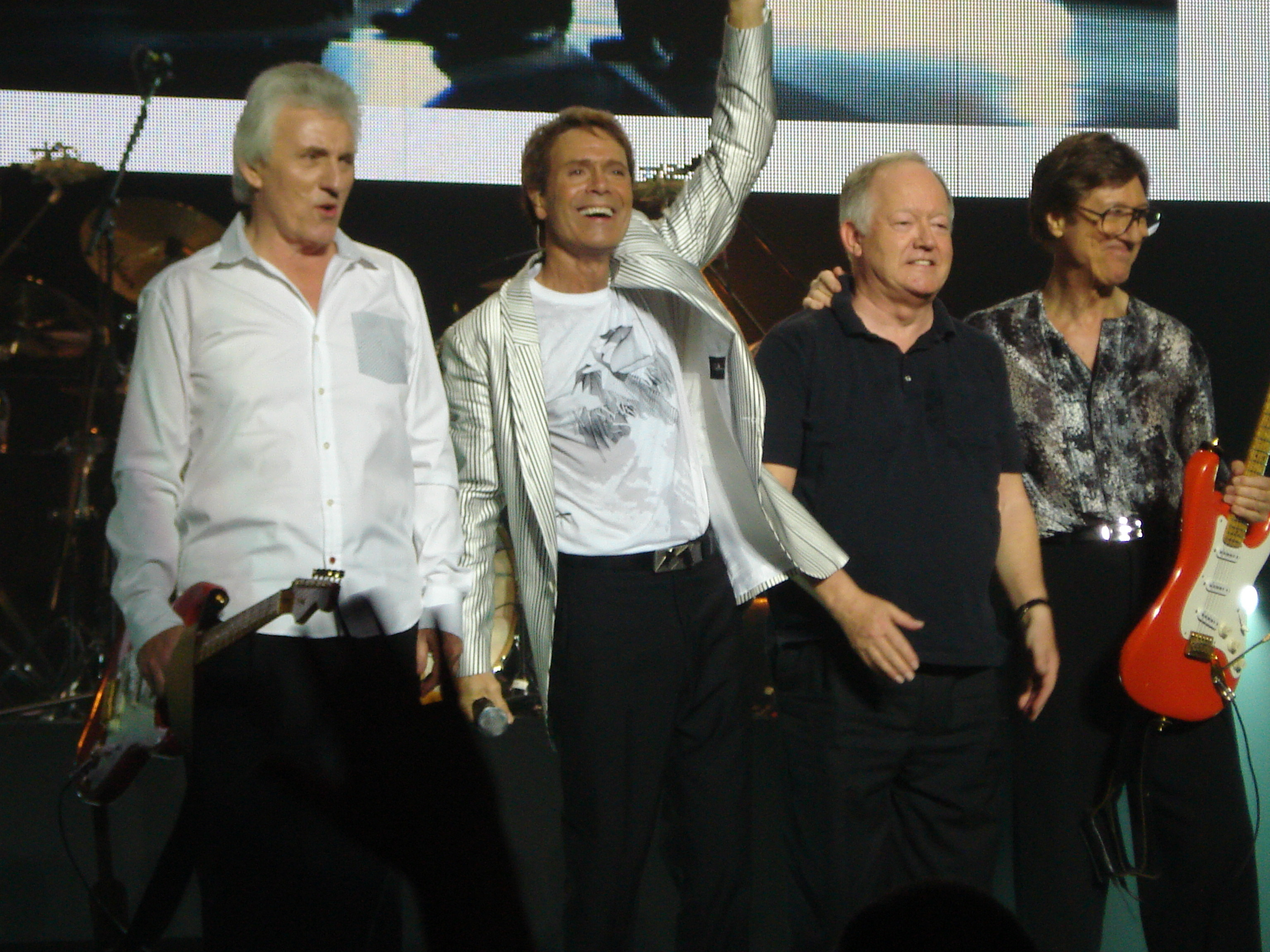
Cliff Richard és a The Shadows Brüsszelben 2009-ben

2009-ben Cliff Richard újra turnéra indult, mégpedig volt zenekarával, a The Shadows-szal közösen. A Turné első állomása Dublin-ban volt, 2009. szeptember 21-én.
A Turné neve: Cliff and The Shadows – 50th Anniversary Tour 2009.

### 2010-napjainkig
Sir Cliff 2010. április 13-án Dániában II. Margit dán királynő előtt, az énekes 70. születésnapjára szervezett party-n előadta a
Congratulations című dalt.
2010. október 11-e és október 17-e között Cliff Richard 6 koncertet adott a londoni Royal Albert Hallban. Március 7-én néhány óra alatt több mint 30 000 jegyet adtak el.
2010. október 11-én, az énekes 70. születésnapja előtt 3 nappal, új lemezt adott ki az EMI lemezkiadó, Bold as Brass címmel. A lemezen olyan klasszikus standard dalok hallhatóak, mind az I've Got You Under My Skin, a They Can't Take That Away From Me és az I Just Want To Make Love To You. Az album anyagát Nashville-ben rögzítették, producere a Grammy-díjas Michael Omartian volt. A nagylemez már a megjelenését követő héten a 3. lett a slágerlistán.
Bár az albumot jól fogadták a rajongók, és 50 000 darabot adtak el belőle az első 4 hét alatt, az mégsem lett annyira sikeres, mint azok a lemezek, amelyek az utolsó 5 évben jelentek meg.
Az énekes hivatalos 70. születésnapi partiját október 23-án tartották, amelyen megjelent Cilla Black, Elaine Page és Daniel O'Donnell is.
Alig egy héttel a promóció után, Cliff Belgiumba repült, hogy a German Night of The Proms koncertek próbáit megtarthassák, amelyek október végén voltak. Meglepetésvendégként fellépett Antwerpenben 2010. október 28-án. A Sportpaleis Antwerpben 20,000 rajongó előtt elénekelte a We Don’t Talk Anymore című dalát.
2010. december 12-én, a Müncheni Olimpikonok Sétányán Richard elhelyezte kéznyomát a koncert szünetében.
A 2010 novemberében megjelent Bold As Brass című DVD-vel, az énekes elérte a három egymást követő No. 1. DVD-t három éven belül. A Bold As Brass 8 hétig maradt a Top 10 listán az Egyesült Királyságban, csaknem 60 000 darabot adtak el belőle. Új-Zélandon és Dániában is bekerült a Top 10-be, Hollandiában a Top 20-ba, további 10 000 eladott példánnyal.
2012 novemberében a Have Yourself a Merry Little Christmas című dallal vendégművészként részt vett Olivia Newton-John és John Travolta This Christmas című karácsonyi albumán.

## Magánélete
A középiskola utolsó évében járt együtt Janice Berry-vel. 4 évvel később így nyilatkozott a lányról: „Ő volt a legkomolyabb lány az életemben”.
Carol Costa Jet Harris – Cliff legközelebbi barátja és zenésztársa – barátnője, majd később felesége volt. Jet nem bánt vele jól és a lány titokban arra vágyott, hogy szakít Jettel és Cliffel fog járni. Cliff anyja viszont nem örült volna annak, ha a fiát bármi is eltéríti a karrierjétől. Hiába szerette Cliff a lányt, nem akart szembeszállni a szüleivel.
Carolnak nem sokkal később gyermeke született, de Jet továbbra is durván bánt vele, ezért a lány elköltözött a gyermekkel. Ekkor többször lopva találkozott Cliffel, aki szerette volna feleségül venni a lányt, de egy nap szülei megjelentek nála és egy egész éjszakán át győzködték arról, hogy a házasság előtti szex egy keresztény ember számára bűn. Közben Cliff édesapjának trombózisa volt, ezért Cliff inkább letett a házassági tervéről.
Megismerkedésük, 1966 óta a mai napig közeli és bizalmas barátja Olivia Newton-John énekesnő és színésznő. Olivia Cliff tévéműsorainak rendszeres szereplője volt éveken keresztül, Cliff első duettje is Oliviával készült, címe Don't Move Away, 1971 elején került kislemezen kiadásra. Egy időben elterjedt a pletyka, hogy egyfajta plátói viszony van közöttük. Egy alkalommal Cliff édesanyja, Dorothy azt nyilatkozta, hogy ismerve fia ízlését, Olivia lenne a tökéletes partner számára. Olivia azokban az években azonban Bruce Welch, a Shadows együttes gitárosának a barátnője volt, és Cliff mindvégig tiszteletben tartotta ezt a viszonyt. Cliff még sok évvel később is Olivia fotóival díszítette dolgozószobáját, egy alkalommal a kilencvenes években azt nyilatkozta, Olivia kisujjában több a szexepil, mint Madonna egészében.
1982-ben Sue Barker teniszezőnővel került kapcsolatba. Előző kapcsolatai nem kaptak nagy nyilvánosságot, most viszont több újság is róluk írt, azt firtatva, hogy ez szerelem-e és tervezik-e az esküvőt. Végül a sajtó nyomása ellenére sem házasodtak össze, pedig Peter Graves szerint Sue Barker lett volna a megfelelő feleség Cliff számára, hiszen keresztény volt, megértette Cliff elkötelezettségeit és mesésen néztek ki együtt. De Cliff tartotta magát az 1968-as ígéretéhez, miszerint a karrierje fontosabb, mint egy lány.
Cliff Richard évekig azt mondta, csak a megfelelő lányra vár, de 53 éves korára belátta, hogy ő nem az a nősülős fajta. „Talán átéltem azokat a dolgokat, amiket át kellett, hogy éljek ahhoz, hogy megtaláljam önmagam és azt, hogy mit akarok az élettől. Nem hiszem, hogy a házasság ezek közé tartozik.”
2001 óta John McElynn kiugrott katolikus pappal él együtt, ám újságírói kérdésekre sem volt hajlandó nyilatkozni kapcsolatuk természetéről: „Elegem van a média spekulációiból. Mi köze van bárkinek is ahhoz, magánemberként mit csinálunk?” Új életrajzi könyvében azt javasolja a katolikus egyháznak, hogy tegye lehetővé az azonos nemű párok házasságát.

### Humanitárius tevékenysége
- Cliff Richard patronálója a Wildlife Aid állatvédő szervezetnek.[26]
- A Nemzetközi Alzheimer Társaság centenáriumi védnöke.
- Cliff Richard Tenisz Alapítvány: 1992 óta több mint 300 000 angliai általános iskolás gyereknek mutatták be a teniszt, mint sportot és segítenek nekik a sportág elsajátításában.[27]
- Könnycsepp Alapítvány – olyan gyermekek számára, akik az éhhalál küszöbén állnak. Kb. 25 kórházat működtet a koncertek bevételéből. Ebből az alapítványból a katasztrófa sújtotta területek lakóit is segítik. (forrás: Cliff Richard: Te, én és Jézus c. könyv)[28]

## Diszkográfia

### Slágerlistás eredményei
- Cliff Richardnak 14 első helyezett kislemeze van Angliában, több, mint bármelyik más művésznek (Elvis Presley-nek és a Beatles-nek sincs ennyi).
- Az angliai slágerlistákon 67 kislemeze került be az első 10 dal közé, 94 kislemeze az első 20 dal közé és 118 kislemeze a legjobb 40 közé.
- Kizárólag a Hivatalos Brit Kislemez Listák adatait nézve, az énekes több kislemezt adott el Angliában, mint bárki más, a rendkívülinek számító 20 millió kópiával. Eléggé érdekes, hogy egyedül a The Young Ones című kislemeze 1 millió példányban kelt el. Ez nem tükrözi az összes eladási mutatót, csak a karrierjének a korai szakaszából származó adatokat használták fel. Ha az ötvenes évek kislemez-eladási statisztikáit nézzük, azt látjuk, hogy azt jelentősen elbagatellizálták.
- Richardnak az utóbbi 60 évben minden évtizedben volt top 10-es sikerdala.
- Cliff Richard az egyetlen angliai művész, akinek a Hivatalos Brit Kislemez Lista kezdete óta, 1952-től minden évtizedben volt első helyezett kislemeze.

A következő felsorolás mutatja ezt:
- - 50-es évek: 2: Living Doll (dal), Travelling Light
  - 60-as évek: 7: Please Don't Tease, I Love You, The Young Ones, The Next Time/Bachelor Boy, Summer Holiday, The Minute You're Gone, Congratulations
  - 70-es évek: 1: We Don't Talk Anymore
  - 80-as évek: 2: Living Doll (dal), Mistletoe and Wine
  - 90-es évek: 2: Saviour's Day, The Millennium Prayer

Előadók, akiknek a dalai a legtöbb időt töltötték el a brit slágerlistákon (hetekben mérve):
1. Elvis Presley (2574)
2. Cliff Richard (1983)
3. Queen (1755)
4. The Beatles (1749)
5. Madonna (1660)
6. Elton John (1626)

### Karácsonyi dalok
Cliff Richard több alkalommal megcélozta a Legjobb Karácsonyi Kislemez címet, néha sikeresen. Első karácsonyi No. 1. dala (néhány slágerlistán) az I Love You című kislemeze volt 1960-ból, ami nem is volt igazán karácsonyi témájú dal.
Később, Richard gyakran kiadott karácsonyi vagy más vallásos témájú dalt:
- 1969: With the Eyes of a Child (#20)
- 1982: Little Town (#12)
- 1988: Mistletoe and Wine (#1)
- 1989: Whenever God Shines His Light (duett Van Morrisonnal, #20)
- 1990: Saviour's Day (#1)
- 1991: We Should Be Together (#10)
- 1999: The Millennium Prayer (#1)
- 2003: Santa's List (#5)
- 2006: 21st Century Christmas (#2)

Továbbá szerepelt az 1989-es Karácsonyi No.1 Do They Know It's Christmas című dalban a Band Aid II-ben, amely három egymást követő karácsonyon a slágerlisták élén állt.

## Zenei stílusa
- Skiffle – A Cliff Richard és a Drifters skiffle-stílusú zenekar volt. A skiffle az 1900-as évek elején tűnt fel Amerikában. Ez a stílus igazán akkor lett jelentős, amikor kialakult a brit változata. A skiffle-zenekar kis létszámú együttes volt, többnyire egy gitáros-énekes és egy bendzsós mellett egy ütőhangszeres alkotta a zenekart. Jellemző volt rájuk az energikusság, nyerseség.
- Rock and Roll- Önálló karrierjének első időszakára főleg a rock és a rock and roll volt jellemző. Pl.: Summer Holiday.
- Pop, Pop/Rock- Nagyjából a 70-es években a dalaira főleg ez a két stílus volt jellemző. Pl.: Sincerely Cliff, I'm Nearly Famous c. albumok.
- Gospel- Megmutatta tehetségét ebben a műfajban is, mint például a His Land, a The Christmas Story, a Small Corners és a Help it Along című albumokon.

## Díjak

### Brit díjak
- 1977 – Az elmúlt 25 év leglobb brit férfi szólóénekese
- 1982 – A legjobb brit férfi szólóénekes
- 1989 – Outstanding Contribution Award

## Producerei
- 1958-1969: Norrie Paramor
- 1965-1965: Billy Sherrill and Bob Morgan
- 1970-1972: Peter Vince
- 1973-1974: David Mackay
- 1975-1975: Marvin Welch & Farrar
- 1976-1978: Bruce Welch
- 1979-1980: Alan Tarney
- 1987-1989: Alan Tarney
- 1992-1992: John Farrar
- Stuart Coleman
- Andrew Lloyd Webber
- Richard Hewson
- Cliff Richard
- Craig Pruess
- Terry Britten
- Mike Batt
- Stock Aitken Waterman
- Paul Moessl
- 'Wolf'
- Nigel Wright

## Kritikák
| „             | Azt hiszem, hogy a legelső brit nagylemez a Move It volt és előtte nem volt semmi. | ” |
| – John Lennon |                                                                                    |   |

| „                 | Cliff Richard óriási hatást tett rám, mint előadó a pályám elején. | ” |
| – Freddie Mercury |                                                                    |   |

| „                 | Cliff és a The Drifters debütáló albuma volt az első lemez, amit megvettem. Ez az album inspirált engem. Összetört a szívem, amikor pár évvel később valaki ellopta tőlem a lemezt. | ” |
| – Shakin' Stevens | |   |

| „           | Kölyökkoromban nem volt olyan rock 'n' roll, mint az övé. Amikor kijött Cliff Richard és a The Drifters első lemeze, ezzel megérkezett Angliába a rock 'n' roll. | ” |
| – Brian May | |   |

## Fordítás
- Ez a szócikk részben vagy egészben  a   Cliff Richard című angol Wikipédia-szócikk fordításán alapul.  Az eredeti cikk szerkesztőit annak laptörténete sorolja fel. Ez a jelzés csupán a megfogalmazás eredetét és a szerzői jogokat jelzi, nem szolgál a cikkben szereplő információk forrásmegjelöléseként.

## Bibliográfia
- 1959: Jet Harris, Royston Ellis, C. Richard: Driftin' with Cliff Richard. Charles Bouchan kiadó http://sundaytimes.lk/070204/Plus/011_pls.html
- 1960: It's great to be young. Souvenir Press
- 1960: Jack Sutter: Baron Of Beat. Valex Products
- 1961: Cliff Richard: Me And My Shadows. Daily Mirror Publications
- 1962: Bob Ferrier: Cliff Around The Clock. Daily Mirror Publications
- 1964: Bob Ferrier: The Wonderful World of Cliff Richard. Peter Davies
- 1968: David Winter: New Singer, New Song – The Cliff Richard Story, Waco, Texas ISBN 0-340-02525-5
- 1973: The Way I See It Now, Hodder & Stoughton, London.
- 1975: George Tremlett: The Cliff Richard Story, Futura
- 1977: Cliff Richard: Which One's Cliff? Hodder & Stoughton, London.
- 1981: Tony Jasper, Patrick Doncaster: Cliff. Sidgwick & Jackson
- 1982: Tony Jasper, Patrick Doncaster: Cliff. Sidgwick & Jackson
- 1983: Tony Jasper: A 25 year journal 1958-83 ISBN 0-283-98927-0/9
- 1983: Cliff Richard: You, Me And Jesus. Hodder & Stoughton, London.
- 1985: Dezo Hoffman: Cliff Richard and the Shadows. Virgin
- 1985: Cliff Richard: Jesus, Me And You. Hodder & Stoughton, London.
- 1986: Mike Read: The Cliff Richard File. Roger Houghton ISBN 978-1-85203-002-5
- 1988: Cliff Richard: Single-Minded (autobiográfia), Hodder & Stoughton, London. ISBN 0-340-48809-3
- 1990: Cliff Richard: Which One's Cliff? Hodder & Stoughton, London.
- 1991: Peter Lewry, Nigel Goodall: Cliff Richard: The Complete Recording Sessions. Blandford ISBN 0-7137-2242-8
- 1991: Kevin St. John: Cliff Richard In His Own Words. Omnibus Press
- 1992: Otto Kasper: Yesterday Today Cliff Richard and the Shadows
- 1993: Mike Read, Peter Lewry, Nigel Goodall: The Complete Chronicle ISBN 0-600-57897-6
- 1994: Steve Turner: Cliff Richard – The Biography, Lion, Oxford. ISBN 90-6067-632-7
- 1995: Mike Read, Peter Lewry, Nigel Goodall: The Complete Chronicle (újabb kiadás) ISBN 0-600-58704-5
- 1998: Cliff Richard: A Celebration, Andre Deutsch Ltd ISBN 978-0-233-99300-3
- 1997: Steve Turner: Cliff for the record ISBN 0-551-03081-X
- 1998: Cliff Richard: A 40th Celebration, Andre Deutsch Ltd ISBN 978-0-233-99300-3
- 2005: Steve Turner: Cliff Richard – The Biography, Lion, Oxford. ISBN 978-0-7459-5175-1
- 2008: Steve Turner: Cliff Richard – The Bachelor Boy, Carlton Books Ltd. ISBN 978-1-84442-037-7
- 2008: Cliff Richard, Penny Junor: My Life, My Way, Headline Book Publishing ISBN 978-0-7553-1588-8

Forrás: http://www.schingenga.eu/CLIFF/bibg.html Archiválva 2009. július 18-i dátummal a Wayback Machine-ben